# Митчелл, Эдвард
Эдвард Пол «Эд» Митчелл младший (англ. Edward Paul "Ed" Mitchell, Jr.; 23 июля 1901, Филадельфия, Пенсильвания — 25 июня 1970, Филадельфия, Пенсильвания) — американский гребец, выступавший за сборную США по академической гребле в середине 1920-х годов. Бронзовый призёр летних Олимпийских игр в Париже в зачёте распашных четвёрок с рулевым.

## Биография
Эдвард Митчелл родился 23 июля 1901 года в Филадельфии, штат Пенсильвания.
Занимался академической греблей во время учёбы в Пенсильванском университете в Филадельфии, состоял в местной гребной команде, неоднократно принимал участие в различных студенческих регатах. Окончив университет в 1923 году, затем проходил подготовку в филадельфийском клубе Pennsylvania Barge Club.
Наивысшего успеха в гребле на международном уровне добился в сезоне 1924 года, когда вошёл в основной состав американской национальной сборной и благодаря череде удачных выступлений удостоился права защищать честь страны на летних Олимпийских играх в Париже. В распашных четвёрках с рулевым благополучно преодолел предварительный квалификационный этап, тогда как в решающем финальном заезде пришёл к финишу третьим позади экипажей из Швейцарии и Франции — тем самым завоевал бронзовую олимпийскую медаль.
После парижской Олимпиады Митчелл больше не показывал сколько-нибудь значимых результатов в академической гребле на международной арене.
Впоследствии работал строительным инженером.
Умер 25 июня 1970 года в Филадельфии в возрасте 68 лет.